# Walter Baldessarini
Walter Baldessarini (Merano, 1936 – Merano, 12 dicembre 2022) è stato un pittore italiano espressionista altoatesino.

## Biografia

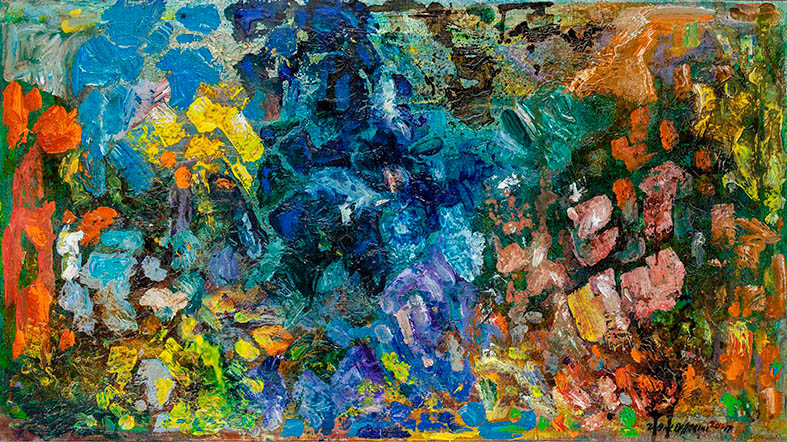
Opera: Walter Baldessarini, Iris, 56 × 100 cm, 2017

Walter Baldessarini era figlio degli antiquari Lina Klotz e Rinaldo Baldessarini. All'età di sedici anni lasciò la città natale per recarsi a Monaco di Baviera a studiare disegno e pittura alla Blocherer Schule. Nel 1955 vinse una borsa di studio e si trasferisce a Roma, presso il Centro sperimentale di cinematografia, dove iniziò lo studio di scenografia e storia del costume. Arricchì la sua formazione seguendo dei corsi di disegno all'Accademia di Belle Arti con Mario Mafai, un rappresentante della Scuola romana. Ottenne i suoi primi successi nel 1957 quando viene premiato con il "Ciak d'oro" per la mostra collettiva di scenografia e costume esposta al Festival Cinematografico di Venezia. Negli anni successivi partecipò a mostre in Italia e in Europa, tra le tante tappe troviamo Trapani, Londra, Milano, Roma, Francoforte sul Meno, Aix-en-Provence, Firenze e Venezia.

## L'opera

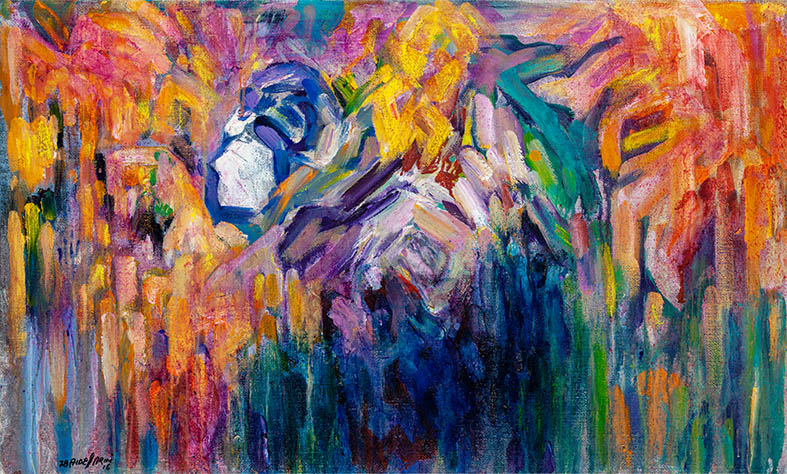
Opera: Walter Baldessarini, Iris, 60 × 100 cm, 2016

L'opera artistica di Baldessarini è caratterizzata da uno stile gestuale e dinamico, da una vivace colorazione e dalla costante oscillazione tra una narrazione figurativa e un'astrazione bidimensionale. Nei suoi anni più giovani, il pittore venne influenzato dagli espressionisti come i gruppi di artisti Der Blaue Reiter e Die Brücke. Ma anche l'antichità, il Gotico, il Rinascimento, così come la mitologia cristiana e greca sono elementi che appaiono ancora e ancora nei suoi dipinti e disegni.
Baldessarini applica il colore con ampie pennellate e in spessi strati. In questo modo, gli stati d'animo, le percezioni sensoriali e le atmosfere vengono trasferiti sulla tela. A volte una sottile carta velina viene incollata sulla tela come base e poi carbonizzata per creare una struttura irregolare sotto lo strato di pittura. A volte il colore viene applicato con una spatola e poi lavorato con un oggetto smussato, aggiungendo graffi e scalfitture. Dal punto di vista tematico, l'opera abbraccia quattro grandi complessi tematici: la paesaggistica, le composizioni, le nature morte e il ciclo Mozart.

## Mostre collettive

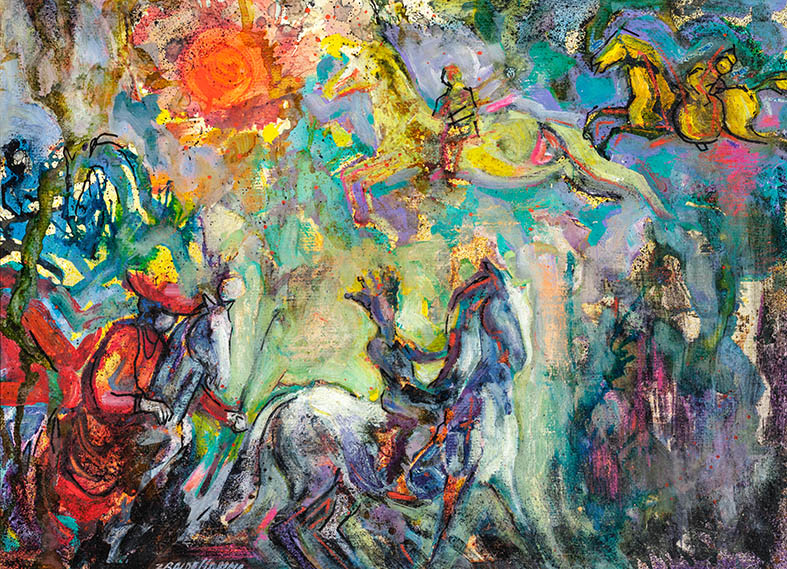
Opera: Walter Baldessarini, Apocalisse, 47 × 64 cm, 1995

- 2015: XIV Salon Peintres et Sculpteurs de Saint Tropez, Salle Jean Despas, Saint-Tropez[4]

- 2009: Art Innsbruck 2009, Fiera internazionale di arte contemporanea, Innsbruck[4]
- 1982: Giovani pittori e scultori italiani, a cura di Osvaldo Patani, Rotonda della Besana, Milano[2][4][7]
- 1972: Bertrand Russell Centenary International Art Exhibition and Sale, Bertrand Russell Peace Foundation, Londra[4]
- 1972: Mostra collettiva a cura dell’Accademia de “i 500”, Mercati di Traiano, Roma[2][4]
- 1971: Grand Prix international – Paternoster 71, Londra[4]
- 1957: Collettiva di Scenografia e Costumi, a cura del Centro Sperimentale di Cinematografia di Roma, Festival Cinematografico di Venezia, Venezia[2][4]

## Mostre personali

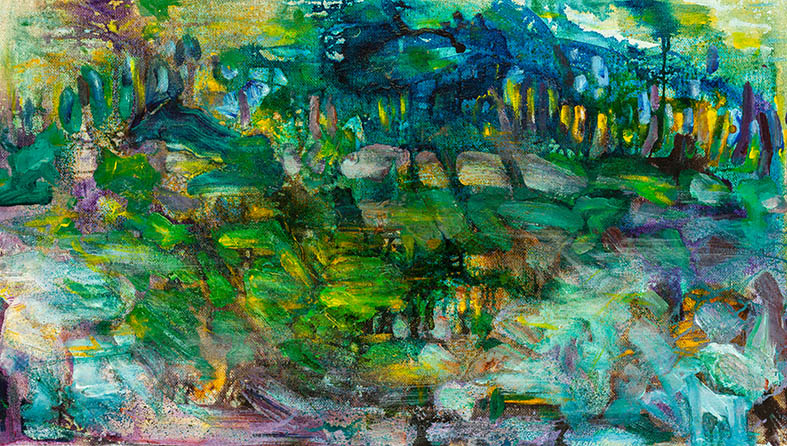
Opera: Walter Baldessarini, Capri, 60 × 104 cm, 2007

- 1959: Galleria d’arte moderna della Provincia, Trapani[2][4]
- 1972: Galleria Barsanti, Roma[2][4]
- 1981: Galleria Savigny, Francoforte sul Meno[4]
- 1986: Galleria della Banca Popolare dell’Alto Adige, Merano[4]
- 1990: Impressioni di viaggio, Galleria della Banca Popolare dell’Alto Adige, Merano[4]
- 1996: Baldessarini, Meraner Kunstgalerie, Merano[4]
- 1996: Impressioni di viaggio di Walter Baldessarini, Galleria Katzenmeyer, Feldkirch[4]
- 2000: Baldessarini, Hotel Palace, Merano[4]
- 2003: Dentro la visione, a cura di Giovanni Faccenda, Archivio di Stato, Palazzo Gamberini, Firenze[8][4]
- 2004: Dentro la visione, a cura di Giovanni Faccenda, Galleria civica di arte moderna e contemporanea, Arezzo[9][4]
- 2006: Hommage a Mozart, per le Settimane musicali meranesi, Kurhaus di Merano[4]
- 2007: Omaggio a Mozart, Cantina d’Isera, Trento[4]
- 2007: Les peintures de Walter Baldessarini, Galerie la Prévôté, Aix en Provence[4]
- 2008: Presto con fuoco, Scoletta di San Rocco, Venezia[4][10]
- 2011: Omaggio a Mozart, Spazio Rizzi, Laces[11][4]
- 2014: Il movimento del colore, Salle Pavillon, Hôtel de Ville, Aix en Provence[12][4]
- 2015: Il movimento del colore, Ansitz Rosengarten, Lana[13][4]
- 2018: Opus Vitae, Galleria Denny Staschitz, Merano[4][14][5]
- 2019: Sensual Landscapes, Galleria Denny Staschitz, Merano[4][14][15]
- 2020: Floral Impressions, Galleria Denny Staschitz, Merano[4][14][6]
- 2021: Baldessarini, Arte in Nuvola - Fiera internazionale di arte moderna e contemporanea, Nuvola di Fuksas, Roma[4][14][16]
- 2022: Classic Compositions, Galleria Denny Staschitz, Merano[17][18]

## Baldessarini nelle collezioni pubbliche/private
- Collezione della Provincia autonoma di Bolzano, Bolzano[4]
- Collezione della Banca Popolare dell’Alto Adige, Merano[4]
- Collezione della Banca Raiffeisen di Merano, Merano[4]
- Palais Mamming Museo, Merano[4]
- Collezioni di storia dell'arte (Arte dopo il 1900), Tiroler Landesmuseum Ferdinandeum, Innsbruck[4]
- Museo del Novecento, Milano[4]
- Bertrand Russell Peace Foundation, Nottingham[4]